# Jean-François Husson
Pour les articles homonymes, voir Husson (homonymie).
Jean-François Husson, né le 17 avril 1961, est un homme politique français.
Sénateur de Meurthe-et-Moselle depuis 2011, siégeant d'abord sans groupe puis au sein du groupe UMP/REP, il est rapporteur général du budget du Sénat depuis 2020.

## Biographie

### Vie professionnelle
Jean-François Husson est agent général d'assurance à Nancy, affilié au réseau Swiss Life.

### Vie politique

#### Parcours local
Jean-François Husson commence sa carrière, au début des années 1980, comme secrétaire parlementaire du général Marcel Bigeard, député de la cinquième circonscription de Meurthe-et-Moselle et président de la commission de la défense nationale. Son père Georges Husson, alors suppléant du député Bigeard, lui avait obtenu cet emploi. Après la défaite du général Bigeard aux élections législatives de 1988, il devient agent d'assurance. 
Par la suite, il se présente aux élections cantonales en Meurthe-et-Moselle : il est élu dans le canton de Nancy-Ouest entre 1998 et 2011. 
Il est conseiller municipal de Nancy et vice-président de la Métropole du Grand Nancy entre 2001 et 2021. Il est conseiller régional de la région Grand Est depuis 2021.

#### Parcours national
Au Sénat, il siège sur les bancs de la RASNAG (groupe des non-inscrits), jusqu'au 11 septembre 2013, date à laquelle il rejoint le groupe Union pour un mouvement populaire devenu Les Républicains. 
Membre de la commission des Affaires sociales de 2011 à 2014, il est ensuite membre de la commission des Finances. Depuis 2020, il est rapporteur général du budget.
Il soutient Alain Juppé pour la primaire présidentielle des Républicains de 2016.
Il quitte LR à la suite de désaccords avec l'alliance avec le Rassemblement national pour les législatives de 2024, en même temps que Sophie Primas.
Il défend une réduction des dépenses publiques, proposant notamment le gel des prestations sociale, le non remplacement d'un fonctionnaire sur deux partant à la retraite ou encore une simplification de la répartition des compétences locales.